# Популярная библиотека химических элементов

1-й том 3-го издания

«Популярная библиотека химических элементов» — научно-популярное издание, содержащее сведения об истории открытия, свойствах, областях применения и интересных фактах, связанных с химическими элементами. В историческую часть многих разделов включены фрагменты документов, писем и высказываний выдающихся деятелей науки. В основу издания положены публикации научно-популярного журнала АН СССР «Химия и жизнь». Названия химических соединений даны в соответствии с советской номенклатурой неорганических соединений (закись, окись и т. п.).
Книги выпускались московским издательством «Наука». Всего вышло 3 издания.

## 1-е издание
В 4-х томах. Издание было выпущено в связи со 100-летием открытия периодического закона.
1. Водород — Хром. — 1971. — 360 с.
2. Марганец — Олово. — 1972. — 318 с.
3. Сурьма — Висмут. — 1973. — 248 с.
4. Полоний — Нильсборий. — 1974. — 240 с.

## 2-е издание
В 2-х томах, исправленное и дополненное. Включены сведения об элементах № 106 и 107.
1. Водород — Палладий. — 1977. — 566 с.
2. Серебро — Нильсборий и далее. — 1977. — 520 с.

## 3-е издание
В 2-х томах, исправленное. В издание включён справочный аппарат: таблицы «Константы и свойства», таблицы перевода единиц измерения в систему СИ, именной указатель.
1. Водород — Палладий. — 1983. — 576 с.
2. Серебро — Нильсборий и далее. — 1983. — 573 с.